# Saie

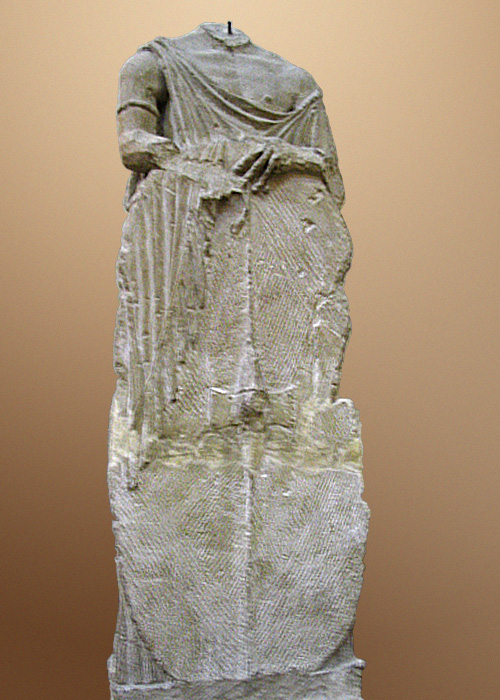
Guerrier gaulois portant une saie.

La saie ou le sayon (ou encore« sae », du gaulois sagon, sagum en latin) était un élément du costume porté en Europe par les Gaulois et au moins jusqu'au Haut Moyen Âge. 
Tenant lieu d'intermédiaire entre le manteau et la tunique, d'une forme tantôt proche de celle de la tunique, tantôt de la cape lorsqu'elle n'a pas de bras, elle est portée au-dessus d'une tunique et/ou d'un gilet de fourrure en hiver.
Les plus pauvres ou ceux qui vivaient dans les zones reculées remplaçaient la saie par une peau de bête fauve ou de mouton, ou par une couverture en laine grossière (linn ou lenn (linna) en dialectes gallo-kimriques).
Ainsi Éginhard mentionne-t-il que Charlemagne : « portait le costume national des Francs (...) ; il s'enveloppait d'une saie bleue […] il dédaignait les costumes des autres nations, même les plus beaux, et, quelles que fussent les circonstances, se refusait à les mettre. Il ne fit d'exception qu'à Rome où, une première fois à la demande du pape Hadrien et une seconde fois sur les instances de son successeur Léon, il revêtit la longue tunique et la chlamyde et chaussa des souliers à la mode romaine. »
Tacite, dans La Germanie, indique que les Germains « ont tous une saie pour se couvrir. »

## Description
La saie aurait eu la forme d'une grande blouse ou chemise longue, taillée à partir de deux pièces carrées, avec ou sans manches, percée d'une ouverture pour passer la tête, couvrant le dos et les épaules, et s'attachant sous le menton avec une agrafe métallique. Elle semble avoir pu être décorée, brodée, ornée de fleurs... et parfois rayée (sagum virgatum).

## Évolution
Ce vêtement aurait pu évoluer vers les sarraus ou grandes blouses qu'ont porté de nombreux paysans jusqu'au XIXe siècle, voire au début du XXe siècle.
Les Gaulois portaient des saies nommées cuculles ou bardocuculles ; manteaux à capuchon ou chaperon, proche des capes du Béarn et encore portés au XIXe siècle dans le Bigorre et les Landes ; vêtement d'hiver et de voyage, fabriqué à Langres et Saintes, et plus tard utilisé en Italie comme en témoigne un vers de Martial : « Gallia Santonico vestit te bardocuculle » (La Gaule te revêt du bardocuculle de la Saintonge).

## Compléments